# Швидкий поїзд (фільм, 1922)
«Швидкий поїзд» (англ. The Fast Freight) — американська кінокомедія Джеймса Круза 1922 року з Роско Арбаклом в головній ролі.

## У ролях
- Роско «Товстун» Арбакл
- Ліла Лі
- Найджел Баррі
- Герберт Стендінг
- Реймонд Гаттон